# Wilhelm Reich
Wilhelm Reich (født 24. marts 1897 i Dobrzcynica, Østrig-Ungarn, død 3. november 1957 i Lewisburg, Pennsylvanien, USA) var en østrigsk læge og psykoterapeut. Wilhelm Reich voksede op på et gods i Ukraine. Han havde en relativt fri opvækst, men en feudalt indstillet far. Reich var tæt knyttet til sin mor. Hun tog sit liv, da han var 14 år gammel, efter at hendes forhold til sønnens privatlærer blev opdaget. Faderen døde i 1914, og Reich overtog gården. Under krigen gik alt familiens ejendom tabt, mens Reich gjorde tjeneste som løjtnant.
Som fattig medicinerstuderende i Wien blev han optaget af sexologi, hørte Freuds forelæsninger over psykoanalyse og kom med i kredsen omkring Freud. Han blev i 1920 medlem af Det psykoanalytiske Selskab. Samme år begyndte han sin egen psykoanalytiske praksis, og blev Freuds assistent ved den psykoanalytiske polyklinik, hvor han blev vicedirektør i 1928.

## Livs- og seksualenergien
I alt sit arbejde var Reich optaget af livslystens, livskraftens og seksualitetens væsen, og af hvad der sker med den, når den bliver hindret i sit naturlige og fuldstændige udløsning. Hvad var årsagerne til, at seksualiteten og livsenergien blev undertrykt og fortrængt? Hvordan kunne de seksualitets- og livsundertrykkende forhold i og omkring menneskene bekæmpes?
Med udgangspunkt i Bergsons forestilling om «élan vital», i Freuds «libido» og Marx' dialektiske materialisme antog han, at seksualitetens og livskraftens væsen bedst kunne opfattes og studeres som en materiel energi, som der knyttede sig lystfuld sansning og følelser til hos levende væsener - og hos mennesket endvidere bevidsthed.

## Orgasmens funktion
Som den første af psykoanalytikerne studerede han systematisk patientenes voksne seksuelle adfærdsmønstre. Han fandt, at bedringen i neurotiske symptomer var væsentligt hyppigere og mere varig blandt dem, for hvem det lykkedes at skabe et forholdsvis stabilt og tilfredsstillende samliv. Han fandt, at det typiske mønster for et fuldt tilfredsstillende samleje var mekanisk spænding, energiopladning, energiudladning og mekanisk afspænding ledsaget af stærke, ufrivillige sammentrækninger af hele kropsmuskulaturen, et øjebliks bevidstløshed ved udløsningen, stærk ophidselse og kærlighedslyst overfor partneren samt dyb og varm tilfredshed.
Orgasmens energifunktion er at udlade og omfordele overskuddet af livsenergi i organismen. Hvis dette energioverskud ikke bliver udladet, vil kroppen oplagre ophobet energi, som vil slå over i angst og i livsødelæggende kulde og destruktivitet, som af sociale hensyn i nogen grad må fortrænges og bindes i muskelstramninger. Det fortrængte får delvis udslag i form af nervøse symptomer, i asocial eller i konformistisk, men livshæmmende adfærd - f.eks. autoritær og udbyttende - og social struktur. Dette udgjorde hovedtrækkene ved individets og samfundets energihusholdning - ved dets seksualøkonomi. Reich skrev om dette i «Die Funktion des Orgasmus» («Orgasmens funktion», 1927; udvidet udgave: «The function of the orgasm», 1942).

## Seksualundertrykkelsens og neuronernes årsager
Reich fandt - ligesom de senere nyfreudianere - at neuroserne og deres underliggende seksuelle og andre konflikter hverken var et resultat af biologisk givne driftskonflikter eller af absolut nødvendige betingelser for højt udviklet kultur. De er resultat af vor 6.000 år gamle patriarkalsk-autoritære kultur og af dens aktuelle kapitalistiske udformning, af dens familieform, boligforhold, ægteskabs- og seksualmoral, af dens forbud mod børns seksuelle leg. Og de er i dag først og fremmest forankret i selve den almindelig udbredte og livsundertrykkende, autoritært dominerende eller underkastende personlighedsstruktur. Inspireret af socialantropologen Bronislaw Malinowskis studier af trobrianderfolket, uddybede Reich analysen i «Der Einbruch der Sexualmoral» (Seksualmoralens frembrud, 1932).
Efter at have været vidne til politivolden mod en socialistisk demonstration i 1927, gik Reich ind i en lægegruppe under det østrigske kommunistparti. Han holdt foredrag om neuronernes og den seksuelle nøds samfundsmæssige og karaktermæssige årsager, om nødvendigheden af seksualpolitiske reformer og af en socialistisk økonomi og politisk orden. Hans første arbejde om forholdet mellem psykoanalyse og marxisme var «Dialektische Materialismus und Psychoanalyse» (1929).
Årene 1927-29 var kritiske for Reich. Hans arbejde - som egentlig var i tråd med Freuds tidlige og mere radikale synspunkter - blev køligt modtaget. Ikke bare af hans kolleger, men også af Freud selv. Kun arbejdet med de psykiske og kropsligt-muskulære neurotiske forsvarsholdninger og den nye karakteranalytiske teknik til at løse op for patientens modstand, opnåede almindelig anerkendelse («Characteranalyse», 1933).
Efter et besøg i Sovjetunionen i 1929, slog Reich sig ned i Berlin, hvor der eksisterede et mere politisk og seksualreformatorisk orienteret psykoanalytisk miljø. I Berlin fik folk som Erich Fromm, Karen Horney og Otto Fennichel stærke impulser fra Reich. Sammen med andre læger og analytikere ledte Reich organiseringen - i kommunistpartiets regi - af 8 ud af 80 allerede eksisterende foreninger for seksualpolitisk reform. Det skete under betegnelsen «Det tyske forbund for seksualpolitik» (Sexpol). Medlemstallet steg hurtigt fra 20.000 til 40.000. Foreningerne drev foredrags- og forlagsvirksomhed samt en række rådgivningsklinikker i seksualspørgsmål.

## Analysen af fascismen
I 1933 udkom Reichs analyse af fascismen: «Massenpsychologie des Fascismus» (Fascismens massepsykologi). Rent økonomisk-sociologiske teorier kunne ikke alene forklare fascismens enorme tilslutning fra alle lag af befolkningen. Den måtte forklares ved, at fascismen både appellerede til folks ofte forvirrede og hyppigt fortrængte blanding af i og for sig rationelle og sunde, men impotente længsler om frihed og sammenhold, og samtidig til irrationelle følelser af had, selvforagt og foragt af andre samt underkastelses- og herskelyst.
Under stabile socioøkonomiske forhold havde disse ubevidste følelseskonflikter været holdt i en vis autoritær og neurotisk balance. Ved omvæltningerne efter verdenskrigen og under den økonomiske verdenskrise blev denne balance imidlertid forrykket, og de fascistiske ledere kunne spille på de infantile og destruktive følelser. Det revolutionære massepsykologiske potentiale som ville være nødvendig for at gennemføre den økonomiske og sociale revolution - som den objektive krisesituationen rationelt betragtet burde udløse - var blevet ødelagt. Først og fremmest pga. barndommens familie- og opvækstforhold.
Et samspil af faglige uenigheder, den psykoanalytiske forenings frygt for nazistiske angreb og personlig bagvaskelse førte i 1934 til, at Reich blev udstødt af Den internationale psykoanalytiske Forening.
Kommunistpartiets ledelse kunne ikke acceptere hverken det seksualpolitiske mobiliseringsgrundlag eller Reichs videreudvikling af marxistisk teori med psykoanalytiske og seksualøkonomiske synspunkter. I 1933 fandt partiets endelige brud med Reich og med Sexpol sted.
Efter at være flygtet fra nazisterne fortsatte han imidlertid sin virksomhed i Danmark. Da han ikke fik forlænget sin opholdstilladelse i Danmark, slog Reich sig i 1934 ned i Oslo efter invitation fra den norske afdeling af Den internationale psykoanalytiske Forening og professor Harald Schjelderup, som senere brød med Reich. Han fik et laboratorium til sine seksualenergi-studier ved Universitetets Psykologiske Institut.
Til kredsen omkring Reich i Oslo hørte især Nic Hoel - senere Nic Waal - og Ola Raknes, som førte Reichs terapeutiske arbejde med karakteranalytisk vegetoterapi videre i Norge. Dette har nedfældet sig blandt en kreds af psykologer ved Nic Waals Instituttet, omkring «Vegetoterapeutisk Forum» og i bogen «Om det levande i muskelpanseret» (Oslo 1976).

## Karakteranalytisk vegetoterapi
I Oslo videreudviklede Reich også den karakteranalytiske vegetoterapi. Traditionel analyse af barndomsoplevelser, drømme og af frie associationer blev kombineret med arbejdet med at påpege psykologiske og kropslige forsvarsholdninger og adfærdsmønstre og med at løse kropspanseret op ved hjælp af massage og pusteøvelser. Patienterne kunne da opleve og efterfølgende forstå deres undertrykte livslængsel, livsangst og deres irrationelle livsødelæggende tilbøjeligheder.

## Seksual- og livsenergiens materielle egenskaber
For Reich blev det stadig vigtigere at påpege, at de seksuelle og livsenergikræfter som bliver undertrykt i den tidlige barndom, ikke blot fører til individuel neurose og ulykke, men i økonomiske krisetider også til sociale katastrofer og afsporing af en mulig progressiv samfundsudvikling.
I Oslo genoptog han derfor arbejdet med at udforske seksualenergiens egenart og vegetative, energistrømninger eksperimentelt - f.eks. ved at måle lyst- og smertefølelsernes udslag på et galvanometer.
Han udviklede levende celler (bioner) fra anorganisk materie (biogenese). På denne måde kunne han studere livsenergiens egenskaber. Han fandt, at seksualenergien var en af formerne af den generelle livsenergi («Die Bione», 1938), og gav den betegnelsen orgon. I Oslo begyndte han også at udforske de destruktivt energibetingelser der skal til for at kræftceller opstår og formerer sig. I disse eksperimenter anvendte han mus.
Årene i Oslo udgjorde et vendepunkt i Reichs arbejde. Det blev nu den generelle livsenergi som den eksperimentelt kunne studeres - også i naturen udenfor mennesket - som kom i fokus. Han studerede dens almenbiologiske og senere også atmosfæriske udtryk. Dette blev grundlaget for hans senere mest omstridte og mindst forstående arbejde i USA.
Ligesom i Danmark blev Reich også i Norge udsat for offentlige bagvaskelseskampagner og rygtespredning, og i 1939 rejste han til New York for at undervise i medicinsk psykologi ved The New School for Social Research.

## Atmosfærisk orgonenergi
I USA fortsatte han bion- og kræftforskningen og opfandt bl.a. orgonakkumulatorer til at vitalisere kroppen og påskynde fysiologisk helbredelse ved f.eks. sår, skader, betændelse osv.
I sine sidste år arbejdede han mest med at beherske den atmosfæriske orgonenergi i kampen mod tørke og ørkendannelse, mod mulige radioaktive katastrofer og for at udforske livet i verdensrummet og muligheden for at møde levende væsener derfra.

## Arbejdsdemokrati og spædbarnets selvregulering
Reichs kliniske arbejde og politiske erfaringer førte til, at han afskrev klassekampen - uden at han dermed forkastede den videnskabelige marxisme. Han kom frem til, at den afgørende «skillelinie» mellem revolutionære, livsfremmende og reaktionære, livshæmmende kræfter gik på tværs af alle klasser, grupper og individer. «Skillelinien» gik mellem på den ene side de forskellige former for frit pulserende, fornufts- og selvreguleret energiudfoldelse og på den anden de irrationelle, autoritære former for hæmmet eller ureguleret energi. (Se f.eks. «Hør lille mand», 1949) Blandt mange konservative fik han bedre kontakt med dybere og konstruktive følelser end hos de oftest intellektuelle og følelsesmæssigt afstumpede liberale. Han gik til angreb mod ansvarsløst oprør og lette foregøglinger om opfyldelse af længsler efter frihed, velstand og sammenhold.
Hans sidste marxistisk baserede arbejde var «Was ist Klassenbewusstsein?» (Hvad er klassebevidsthed? 1934). Han beskæftigede sig dernæst med arbejdet som en hovedform for livsenergiens udfoldelse, og studerede de karakterologiske og sociale betingelser for naturlig, fri og solidarisk udfoldelse af livsenergien i arbejdslivet. Arbejdsdemokrati som en naturlig organisering af arbejdet bliver særlig behandlet i «The mass psychology of fascism» (1946).
Da han erkendte, hvor dybtgående og næsten uforanderlig folks psykiske og muskulære forsvarspanser var, vendte han sig mod børn. Han indså, at muligheden for livsfremmende social forandringer først og fremmest måtte være knyttet til tiltag for at beskytte livskræfterne hos det energetisk frie spædbarn. Hans ideer om en naturlig fødsel gik i mange henseender ud over Leboyers senere opfattelse. Familien og andre sociale enheder for barneomsorg syntes - ved siden af arbejdspladsen - at være de mest strategiske udgangspunkter for livsfremmende og frigørende sociale og økonomiske forandringer.

## Videnskabsteori
På det videnskabsteoretiske område bevægede Reich sig fra dialektisk materialisme til en speciel form for funktionalisme. Modsætninger mellem f.eks. krop og psyke, lyst og angst, mysticisme og mekanistisk tænkning, var rent funktionelt betragtet - ifht. deres energifunktioner - identiske og forenet i deres underliggende fælles funktion. De fleste modsætninger i individet og i samfundet er unaturlige splittelser. Hans forskningsprogram blev orienteret mod at finde den underliggende fælles funktion for de funktionelt identiske modsætninger.
Selv om han var naturalist og empiriker, overskred han positivismen. Teori og handling blev til en enhed, ledet ud fra videnskabelig erkendelse af den menneskelige og ikke-menneskelige naturs lovmæssigheder og af adfærdsformer forenelige med størst mulig lyst under varierende former for naturlig livs- og energiudfoldelse. Fornuft og bevidsthed var energimæssige naturfænomener («Ether, god and devil», 1949).
I 1946 flyttede Reich med familie, medarbejdere og laboratorium til landejendommen Orgonen i Maine. Atter blev han udsat for forfølgelse. Først af journalisten Mildred Brady, dernæst af den nordamerikanske psykiaterforening og til sidst af forbundsadministration for ernæring og lægemidler (FDA), der i 1954 stævnede ham for retten for at have solgt orgonakkumulatorer på tværs af delstatsgrænser uden tilladelse.
Han blev i 1956 dømt til to års fængsel. Ikke for disse anklager men for at han ikke mødte i retten. Samtidig slog dommen fast, at orgonenergien ikke eksisterede, og den gav hjemmel for at ødelægge Reichs laboratorieudstyr og brænde samtlige skrifter af ham. Dette blev gennemført af FDA den 23. august 1956. Reich blev fængslet i marts 1957. Selv troede han lige til det sidste, at han havde præsident Eisenhowers hemmelige forståelse og beskyttelse, og at det var sovjetiske interesser der stod bag ødelæggelsen af hans arbejde i USA. Han døde i fængslet.